# Tuīná (film)
Tuīná, anche noto col titolo internazionale di Blind Massage, è un film del 2014 diretto da Lou Ye, tratto dal romanzo I maestri di Tuina (2008) di Bi Feiyu. È stato presentato in concorso al 64º Festival di Berlino.

## Trama
Nanchino. Introdotto da una voce narrante, che recita anche i titoli di testa del film, si avvicina alla vita di Xiao Ma; persa la facoltà della vista da bambino, a causa di un incidente stradale dove muore sua madre, imparerà l'arte del massaggio tuīná, prima di entrare a far parte di un istituto con uno spirito di conduzione quasi a carattere famigliare, dove persone nella sua stessa condizione vivono, mangiano e lavorano insieme.
Gestito da Sha Fuming, il centro ospita il Dr. Wang e la fidanzata Kong, oggetto di attenzioni sessuali da parte di Xiao Ma, ma anche ragazza con necessità erotiche fortissime, desiderosa di esprimersi attraverso il tatto e una forte presenza dell'esperienza orale. Lo stesso Xiao Ma, iniziato alla frequentazione di una casa chiusa, incontrerà più volte Mann, una giovane prostituta alla quale si avvicinerà con un irrefrenabile desiderio olfattivo durante ogni amplesso, mentre il Dr. Wang, per sanare un debito che schiaccia la sua famiglia, taglierà il suo corpo davanti agli strozzini, per trasmutare la visione in una condizione estrema del sentire. 

## Riconoscimenti
- 2014 - Festival di Berlino
  - Orso d'argento per il miglior contributo artistico a Zeng Jian
  - In concorso per l'Orso d'oro